# اومبرتو کانی

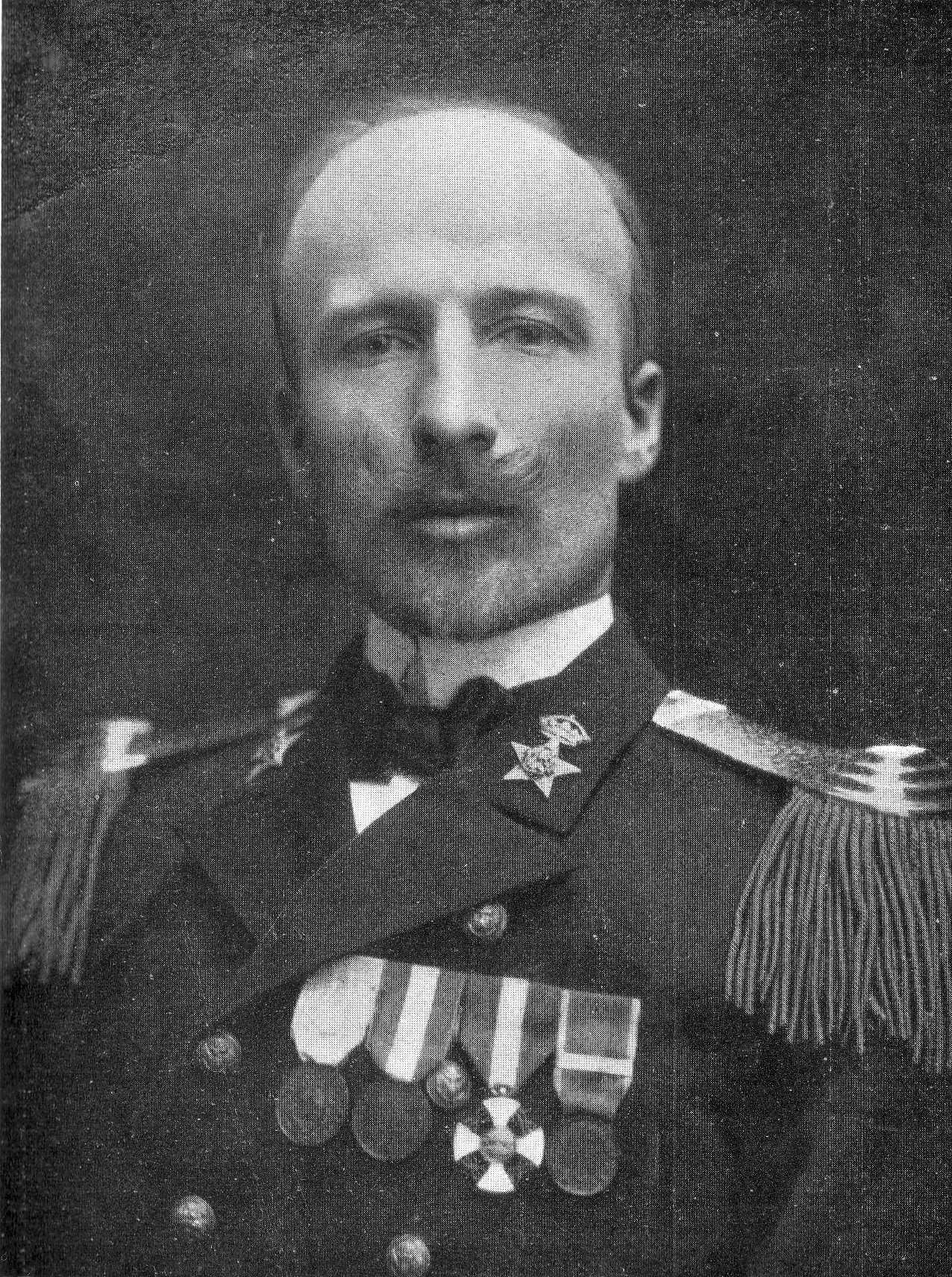
اومبرتو کانی در ۱۹۱۱ میلادی

اومبرتو کانی (به ایتالیایی: Umberto Cagni) (زادهٔ ۲۴ فوریهٔ ۱۸۶۳- مرگ ۲۲ آوریل ۱۹۳۲) دریاسلار در نیروی دریایی سلطنتی ایتالیا و کاوش‌گر قطب بود. بیشتر آوازهٔ او به دلیل فرماندهی یک سفر اکتشافی با سورتمه سگی در ۱۹۰۰ میلادی در اقیانوس منجمد شمالی می‌باشد. او و تیمش اگرچه به خود مرکزقطب شمال نرسیدند، ولی تا ‎ 86° 34′ N ‏ پیش رفتند که دورترین نقطهٔ شمالی بود که در آن زمان پای بشر بدان می‌رسید.
در ۲۰۰۵ میلادی یک آبکوه به افتخار دلاوری او و تیمش در سفر اکتشافیشان به قطب شمال به نام او خوانده شد.